# بشير رويس
بشير رويس (1940 بالمدية، الجزائر- 5 أكتوبر 2011 بفرنسا سياسي جزائري مجاهد أثناء الثورة التحريرية الجزائرية ووزير سابق.

## سيرته
من مواليد عام 1940 بالمدية، التحق بشير رويس بصفوف جيش التحرير الوطني الجزائري في سنة 1956 بعد أن ترك دراسته بالثانوية إلى جانب عدد كبير من زملائه في القسم. إلى ان أصبح ضابطا وابان الثورة كان رفيق الشهيد علي خوجة.

## بعد الاستقلال
ضابطا في صفوف الجيش الوطني الشعبي عند الاستقلال. في سنة 1982 عين وزيرا للبريد والاتصالات السلكية واللاسلكية قبل أن توكل له في 1984 حقيبة وزير الاعلام. وهي الفترة التي صدرت فيها اليوميتان المسائيتان «المساء» و «أوريزون».

## وفاته
وافته المنية يوم الأربعاء 5 أكتوبر 2011 بفرنسا عن عمر يناهز 71 سنة وأعيد جثمانه في اليوم الموالي بمطار هواري بومدين الدولي (الجزائر العاصمة) حيث حضر أفراد من عائلته ووزراء والعديد من رفقائه. وشيعت جنازة بشير رويس يوم الجمعة بمقبرة المدية.